# Huizingen
Huizingen is een dorp in de Belgische provincie Vlaams-Brabant en een deelgemeente van Beersel. Huizingen was een zelfstandige gemeente tot aan de gemeentelijke herindeling van 1 januari 1977.

## Geschiedenis
Het oude dorp Huizingen lag rond het nog bestaande Hof ter Borcht. De nabijgelegen oude Sint-Jan-Baptistkerk werd rond 1900 afgebroken en vervangen door een nieuwe kerk verder naar het noorden, die in 1889 werd gebouwd.
Een snelweg scheidt nu de oude dorpskern in het zuiden van het nieuwe dorp in het noorden.

## Bezienswaardigheden
- Het Kasteel van Huizingen met Provinciaal Domein.
- De Sint-Jan Baptistkerk
- De Sollembergmolen

## Natuur en landschap
Huizingen ligt in de Brabantse Ardennen op een hoogte van 30-97 meter. Het ligt aan de Zenne en aan het Kanaal Brussel-Charleroi. 
Belangrijke natuurgebieden zijn het provinciaal domein, het voormalige kasteelpark. Hier bevinden zich een dierenpark, speeltuinen, sportinfrastructuur, een minigolfterrein, mini-cars, roeiboten, waterfietsen en een stiltepad. Internationaal befaamd is de rotstuin. Een aantal paden door de tuin zijn bewegwijzerd voor blinden. Ten oosten daarvan ligt het Begijnenbos.

## Demografische ontwikkeling
- Bronnen:NIS, Opm:1831 tot en met 1970=volkstellingen

## Geboren
- Paul Severs (1948-2019), zanger, liedjesschrijver

## Foto's

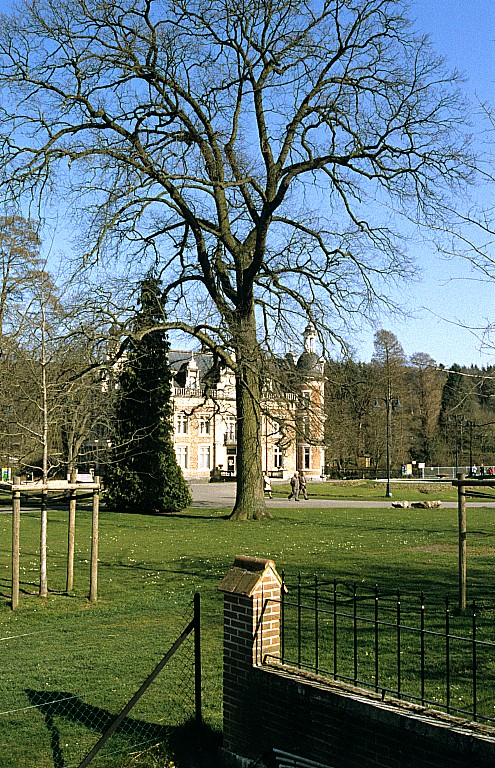
Provinciaal domein: het kasteel
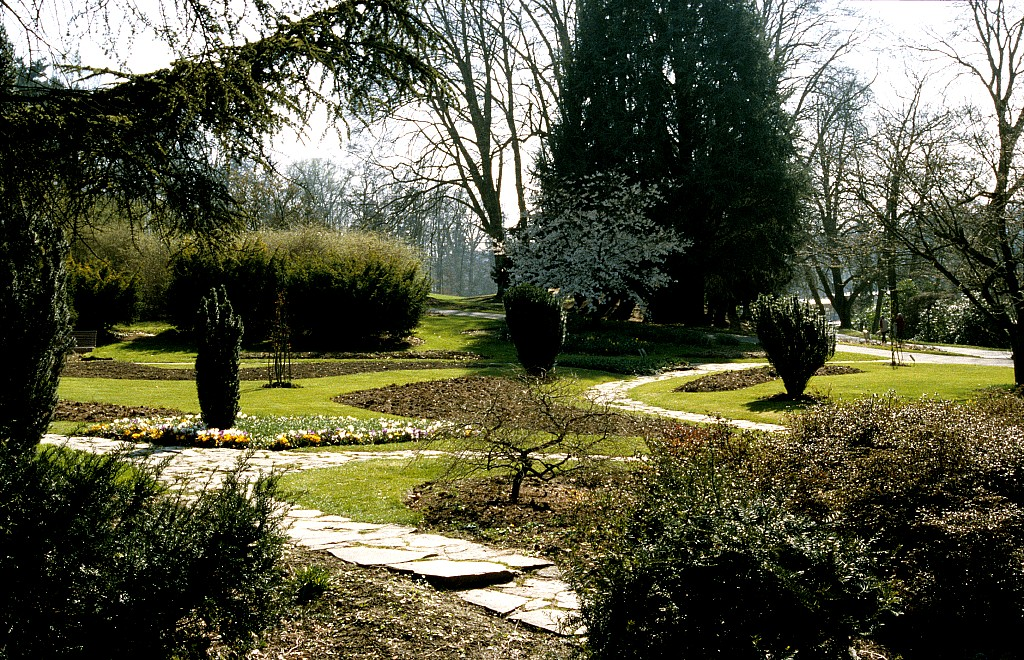
Provinciaal domein: sfeerbeeld
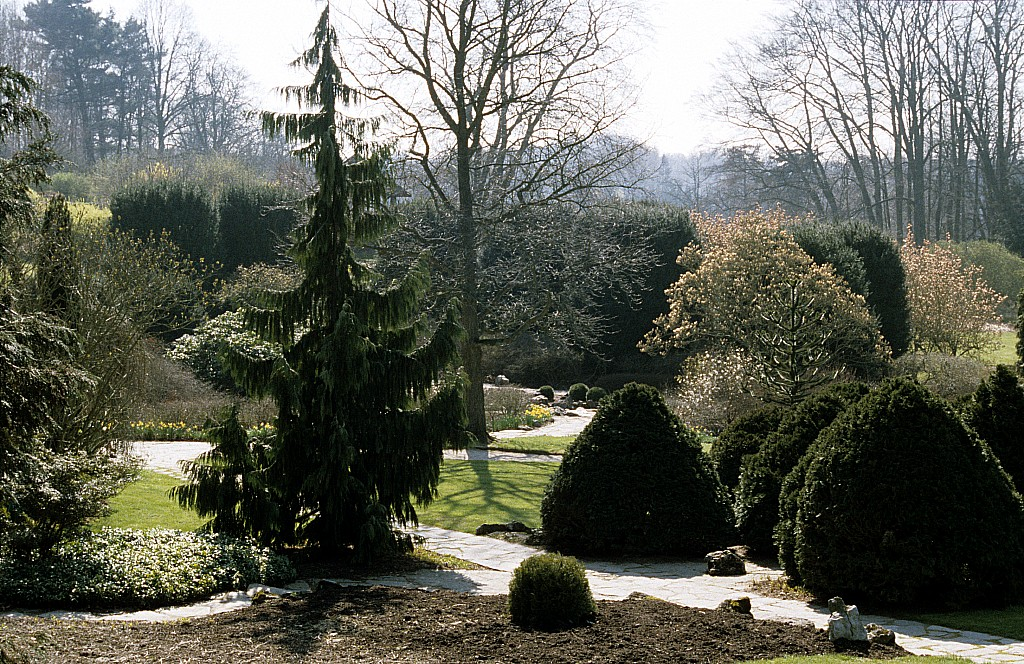
Provinciaal domein: sfeerbeeld
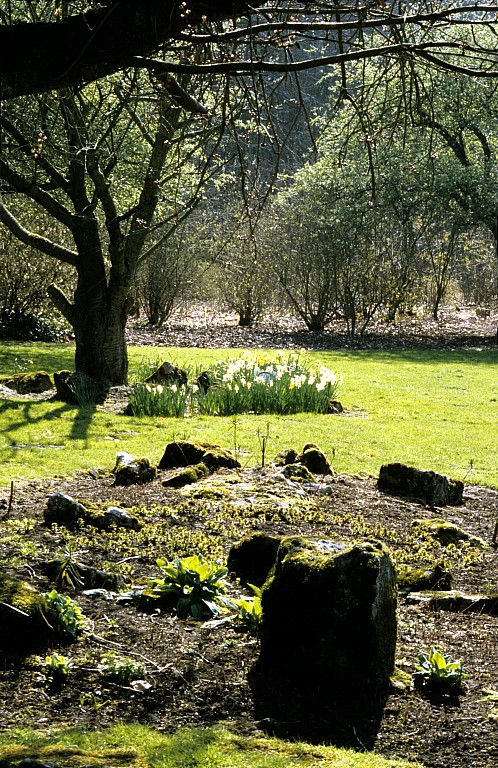
Provinciaal domein: sfeerbeeld
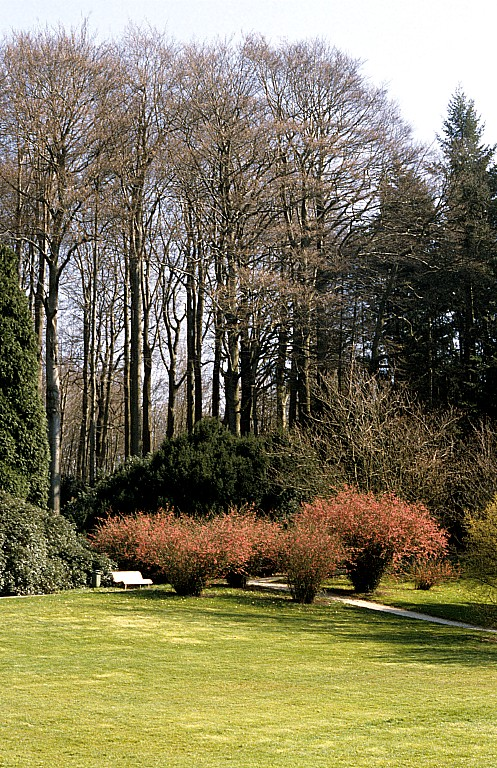
Provinciaal domein: sfeerbeeld
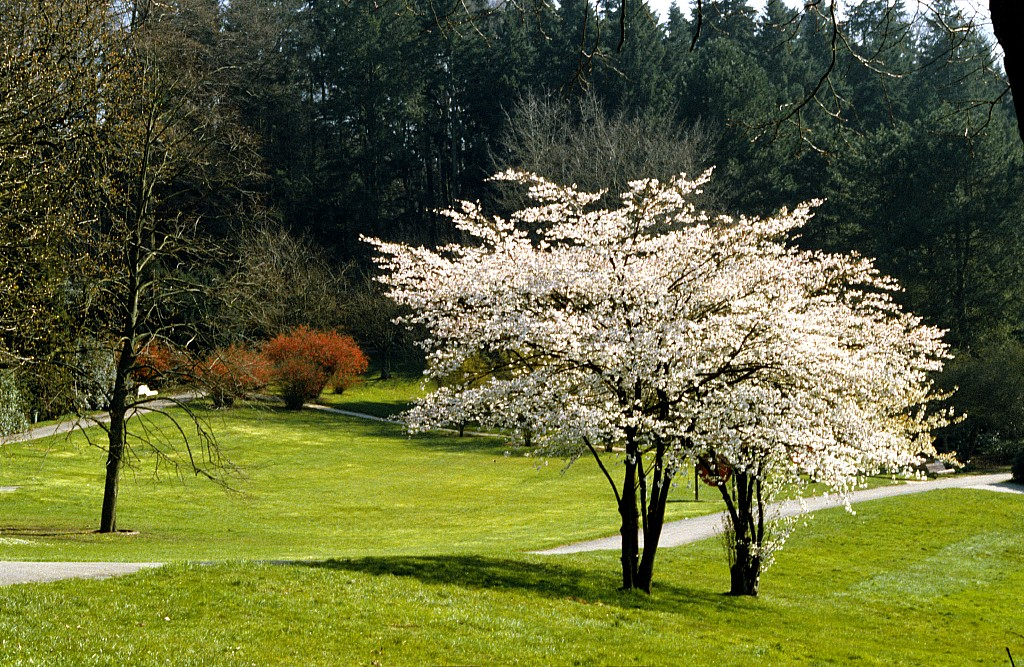
Provinciaal domein: sfeerbeeld
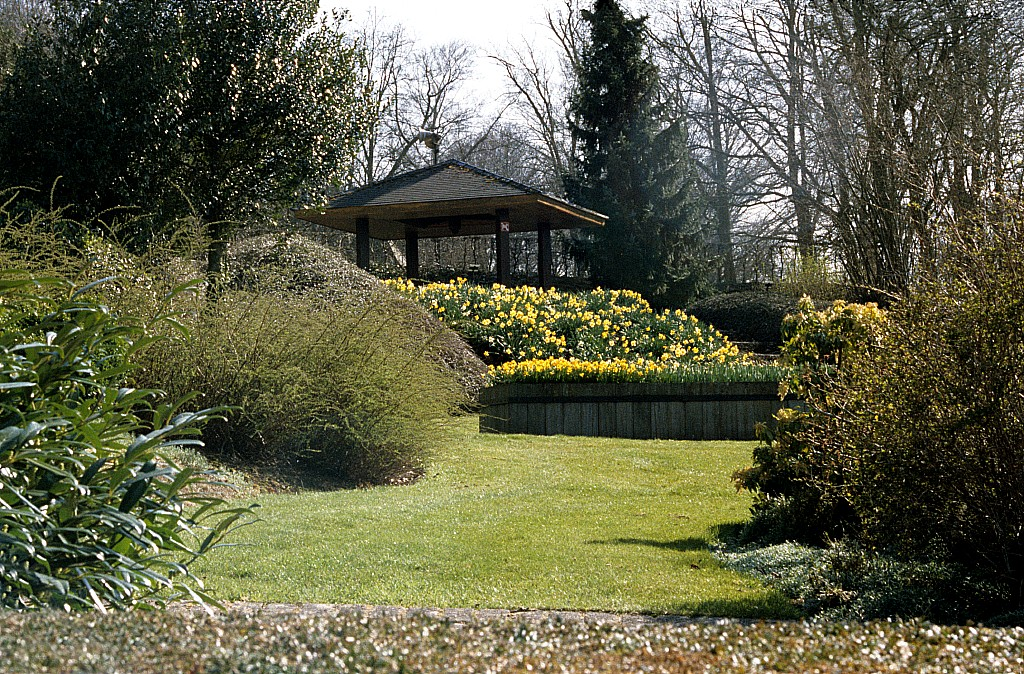
Provinciaal domein: sfeerbeeld
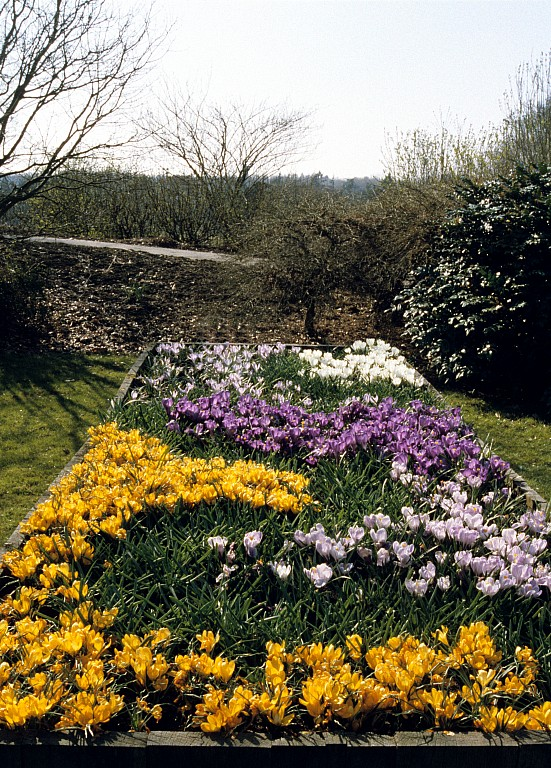
Provinciaal domein: krokussen

## Nabijgelegen kernen
Buizingen, Beersel, Lot, Sint-Pieters-Leeuw, Dworp